# Standfussiana cataleuca
Standfussiana cataleuca là một loài bướm đêm trong họ Noctuidae.